# Phlyctochytrium chaetiferum
Phlyctochytrium chaetiferum är en svampart som beskrevs av Karling 1937. Phlyctochytrium chaetiferum ingår i släktet Phlyctochytrium och familjen Chytridiaceae.   Inga underarter finns listade i Catalogue of Life.